# 1988 en Palestine
Chronologie de la Palestine
- 1984
- 1985
- 1986
- 1987
- 1988
- 1989
- 1990
- 1991
- 1992

Cette page concerne les événements survenus en 1988 en Palestine :

## Événements
- Première intifada (depuis le 9 décembre 1987)
- 18 août : Charte du Hamas : le Hamas publie sa charte, qui décrit l'identité fondatrice, les positions et les objectifs de l'organisation.
- 12-15 novembre : La 19e session du Conseil national palestinien débute à Alger. La première Intifada attire l'attention sur l'occupation israélienne et les droits des Palestiniens. Le CNP commence à rédiger une déclaration d'indépendance et un communiqué politique.
- 15 novembre : Le Conseil national palestinien vote en faveur de la déclaration (253-46) et Yasser Arafat proclame la déclaration d'indépendance de la Palestine : l'État de Palestine voit le jour[1]. L'Algérie est le premier pays à reconnaître l'État de Palestine. Le Bahreïn, l'Indonésie, l'Irak, le Koweït, la Libye, la Malaisie, le Maroc, la Mauritanie, la Somalie, la Tunisie, la Turquie et le Yémen reconnaissent également l'État de Palestine[2].

- 16 novembre : L'Afghanistan, le Bangladesh, Cuba, la Jordanie, Madagascar, le Nicaragua, le Pakistan, le Qatar, l'Arabie saoudite, les Émirats arabes unis, la Yougoslavie et la Zambie reconnaissent l'État de Palestine. La Serbie poursuit cette reconnaissance en tant qu'État successeur revendiqué de la Yougoslavie et adhère à toutes les reconnaissances qu'elle a effectuées. Les autres États post-yougoslaves entameront de nouvelles politiques concernant la reconnaissance de l'État de Palestine[2].

- 17 novembre : L'Albanie, Brunei, Djibouti, Maurice et le Soudan reconnaissent l'État de Palestine[2].
- 18 novembre : hypre, la Tchécoslovaquie, l'Égypte, la Gambie, l'Inde, le Nigeria, les Seychelles et le Sri Lanka reconnaissent l'État de Palestine. La République tchèque et la Slovaquie poursuivent cette reconnaissance après la dissolution de la Tchécoslovaquie en 1992[2].
- 19 novembre : L'Union soviétique reconnaît l'État de Palestine, devenant ainsi le premier pays parmi les membres permanents du Conseil de sécurité des Nations unies à le faire. La Russie maintient cette reconnaissance en tant qu'État successeur de l'Union soviétique et membre permanent du Conseil de sécurité des Nations unies. La Biélorussie maintient cette reconnaissance en tant qu'État successeur de la République socialiste soviétique de Biélorussie. L'Ukraine maintient cette reconnaissance en tant qu'État successeur de la RSS d'Ukraine. Les 12 autres États post-soviétiques entament de nouvelles politiques concernant la reconnaissance de l'État de Palestine. La Namibie et le Viêt Nam reconnaissent également l'État de Palestine[2].
- 20 novembre : La Chine reconnaît l'État de Palestine, devenant ainsi le deuxième pays parmi les membres permanents du Conseil de sécurité des Nations unies à le faire[2].
- 21 novembre : Le Burkina Faso, les Comores, la Guinée, la Guinée-Bissau, le Cambodge et le Mali reconnaissent l'État de Palestine[2].
- 22 novembre : La Mongolie et le Sénégal reconnaissent l'État de Palestine[2].
- 23 novembre : La Hongrie reconnaît l'État de Palestine[2].
- 24 novembre : Le Cap-Vert, la Corée du Nord, le Niger, la Roumanie et la Tanzanie reconnaissent l'État de Palestine[2].
- 25 novembre : La Bulgarie reconnaît l'État de Palestine[2].
- 27 novembre : Les États-Unis refusent au président de l'OLP, Yasser Arafat, un visa pour entrer aux États-Unis afin de s'adresser à l'Assemblée générale des Nations Unies à New York, prétextant des raisons de sécurité nationale[3].
- 28 novembre : Les Maldives reconnaissent l'État de Palestine[2].
- 29 novembre : Le Ghana, le Togo et le Zimbabwe reconnaissent l'État de Palestine. 61 pays ont reconnu l'État de Palestine à la fin du mois de novembre, soit 64 pays en raison de la dissolution de l'Union soviétique en 1991 et de la dissolution de la Tchécoslovaquie en 1992[2].
- 30 novembre : Attentat à la bombe incendiaire contre un bus à Jéricho (en) (bilan : 5 morts).
- 1er décembre : Le Tchad reconnaît l'État de Palestine[2].
- 2 décembre : Le Laos reconnaît l'État de Palestine[2].
- 3 décembre : La Sierra Leone et l'Ouganda reconnaissent l'État de Palestine[2].
- 5 décembre : La République du Congo reconnaît l'État de Palestine[2].
- 6 décembre : L'Angola reconnaît l'État de Palestine[2].
- 7 décembre : Yasser Arafat reconnaît le droit à l'existence d'Israël[4].
- 8 décembre : Le Mozambique reconnaît l'État de Palestine[2].
- 9 décembre :
  - L'Assemblée générale des Nations unies approuve la résolution 43/160 qui accorde à l'Organisation de libération de la Palestine le droit de diffuser des communications sans intermédiaire[5].
  - Opération Bleu et Marron (en) : Un raid commando israélien raté sur une base palestinienne près de Na'ameh (en), à 10 km au sud de Beyrouth.
- 10 décembre : São Tomé et Príncipe reconnaît l'État de Palestine[2].
- 12 décembre : Le Gabon reconnaît l'État de Palestine[2].
- 13 décembre :
  - Yasser Arafat s'adresse à l'Assemblée générale des Nations Unies à Genève. L'Assemblée générale des Nations Unies déplace sa session de New York à Genève pour délibérer sur la « Question de Palestine » après que les États-Unis aient refusé d'accorder un visa à Arafat[6],[7].
  - Oman reconnaît l'État de Palestine[2].
- 14 décembre : 
  - Après le renoncement à la violence de Yasser Arafat, les Etats-Unis déclarent qu'ils ouvriront le dialogue avec l'Organisation de libération de la Palestine (OLP)[8].
  - La Pologne reconnaît l'État de Palestine[2].
- 15 décembre :  L'Assemblée générale des Nations unies approuve la Résolution 43/177 et prend acte de la proclamation de l'État de Palestine, de l'utilisation de la désignation « Palestine », en référence à l'Organisation de libération de la Palestine, au sein des Nations unies. En outre, l'Assemblée affirme la nécessité pour le peuple palestinien d'exercer sa souveraineté sur les territoires occupés par Israël depuis 1967. 72 pays reconnaissent l'État de Palestine au moment de l'adoption de la résolution 43/177. L'Assemblée générale des Nations unies compte désormais 75 pays en raison de la dissolution de l'Union soviétique en 1991 et de la dissolution de la Tchécoslovaquie en 1992[9].
- 18 décembre : La République démocratique du Congo reconnaît l'État de Palestine[2].
- 19 décembre : Le Botswana et le Népal reconnaissent l'État de Palestine[2].
- 22 décembre : Le Burundi reconnaît l'État de Palestine[2].
- 23 décembre : La République centrafricaine reconnaît l'État de Palestine[2].
- 24 décembre : Les dirigeants de l'OLP se réunissent au domicile de Yasser Arafat, à l'extérieur de Bagdad (Irak), pour discuter de la formation d'un gouvernement pour un État palestinien.
- 25 décembre : Le Bhoutan reconnaît l'État de Palestine. 78 pays ont reconnu l'État de Palestine à la fin du mois de décembre et de l'année qui compte désormais 81 pays en raison de la dissolution de l'Union soviétique en 1991 et de la dissolution de la Tchécoslovaquie en 1992[2].

## Naissances
- Arab et Tarzan Nasser, deux frères réalisateurs.